# Saarinen (sjö i Toivakka, Mellersta Finland)
Saarinen är en sjö i kommunen Toivakka i landskapet Mellersta Finland i Finland. Sjön ligger 93 meter över havet. Den är 5,72 meter djup. Arean är 92 hektar och strandlinjen är 8,08 kilometer lång. Sjön  ingår i Kymmene älvs huvudavrinningsområde.   Den ligger omkring 22 kilometer sydöst om Jyväskylä och omkring 220 kilometer norr om Helsingfors. Till sjön räknas även Aittojärvi.
I sjön finns öarna Hopeasaari och Kotisaari. Söder om Saarinen ligger orten Toivakka. 